# Архангельское (Щёкинский район)
Архангельское — село в Щёкинском районе Тульской области. Входит в состав Крапивенского муниципального образования.

## География
Село расположено в центральной части области на расстоянии примерно в 32 километрах по прямой к юго-западу от районного центра Щёкина.
Часовой пояс
Село Архангельское как и вся Тульская область, находится в часовой зоне МСК (московское время). Смещение применяемого времени относительно UTC составляет +3:00.

## Население
| 2010 |
| ---- |
| 42   |

Национальный состав
Согласно результатам переписи 2002 года, в национальной структуре населения русские составляли 73 %, а киргизы 27 % из 33 чел..